# 西村 (纽约市)

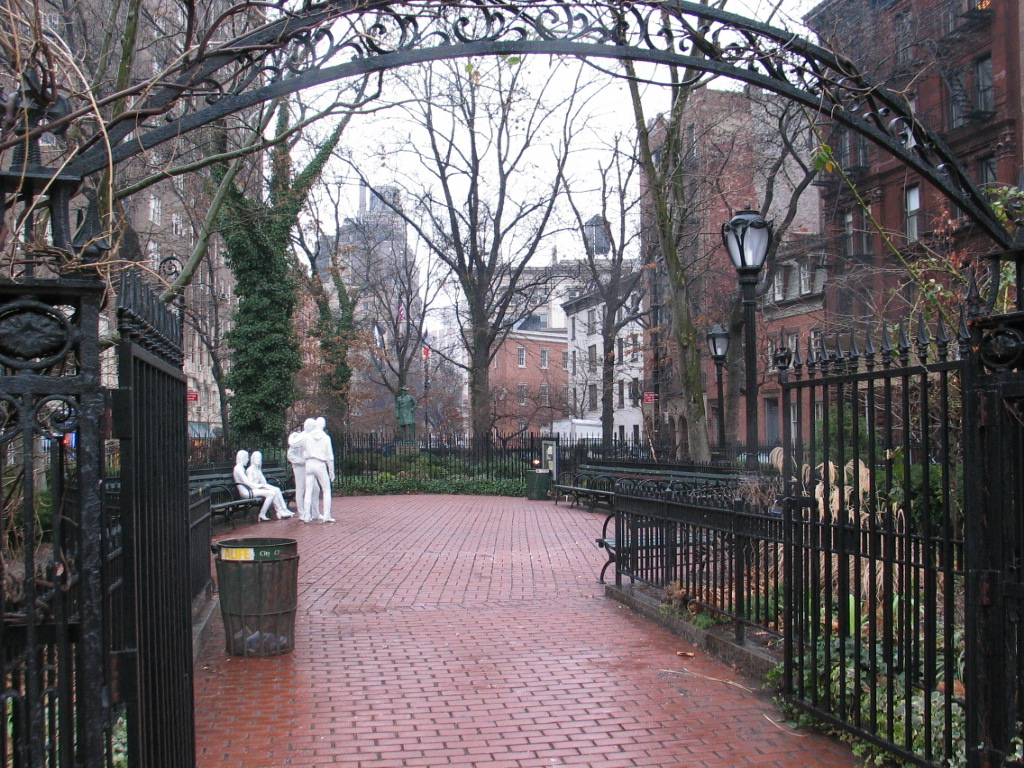
克里斯托弗公园

西村（英語：West Village）指纽约市曼哈顿区格林尼治村的西部。该区域通常被定义为西到哈得逊河，东到第六大道或第七大道，北到14街，南到休斯顿街。毗邻的街区包括北面的切尔西，南面的南村和哈得逊广场，东面的中村。该区主要是住宅区，也有小餐馆，商店和服务业。

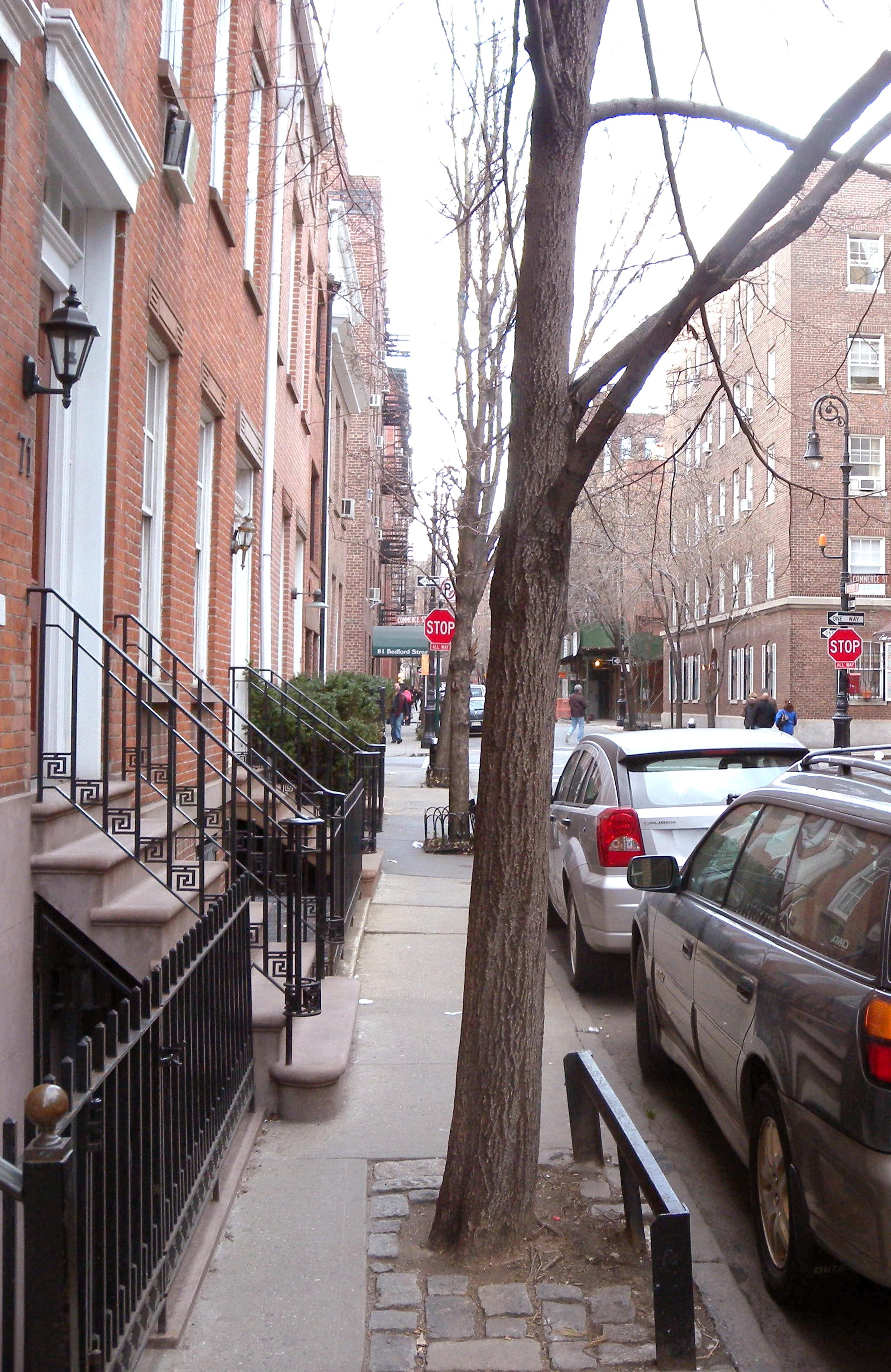
一些18世纪的街道宽度不符合现代标准

西村从1916年开始被称为“小波西米亚”，是西城波西米亚生活方式的中心，有古典艺术家的阁楼,朱利安·施纳贝尔的Chupi宫，和由美国建筑师理查德·迈耶设计面临的哈得逊河的新住宅大楼佩里街173/176号。

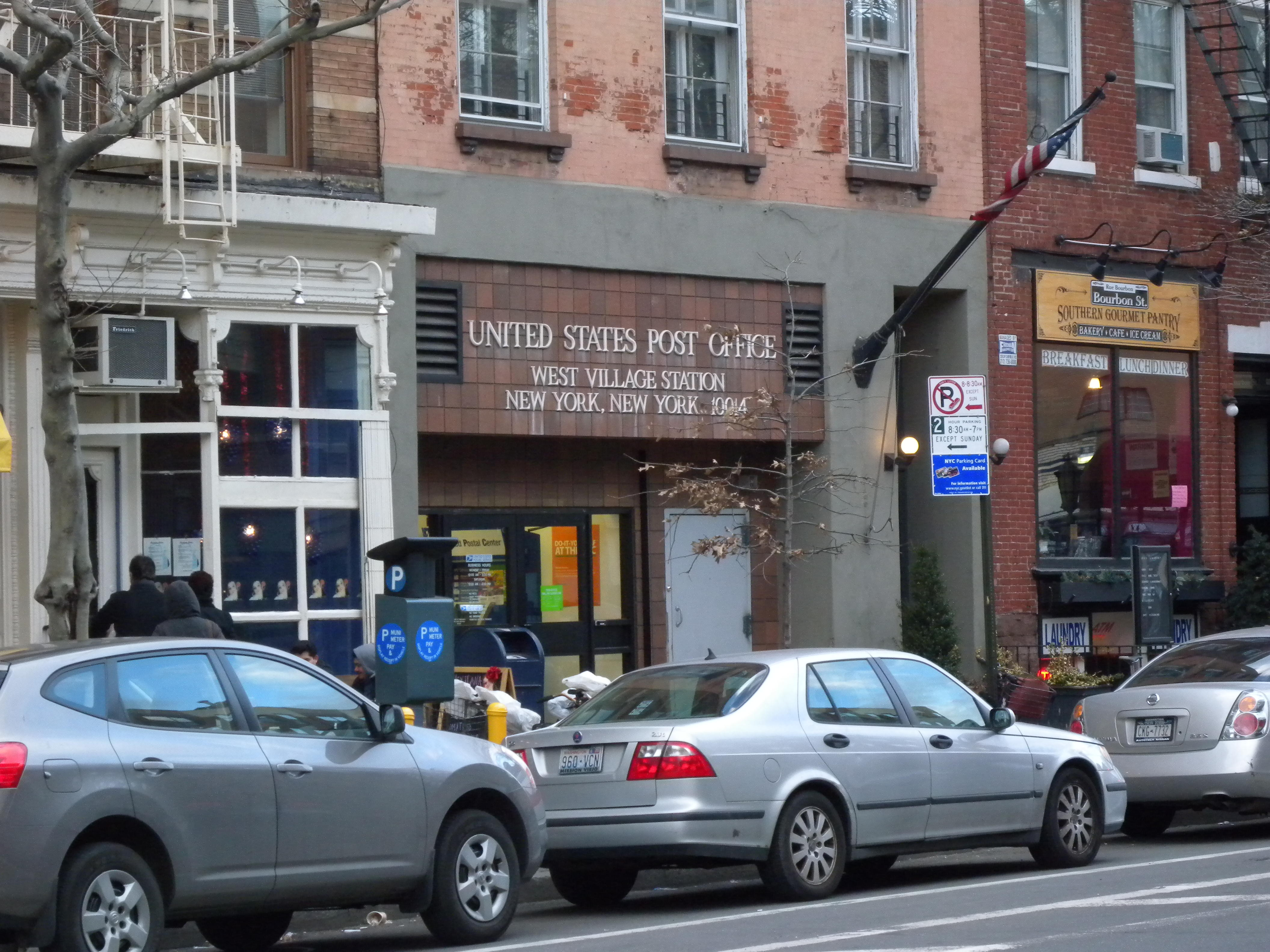
西村邮局